# Михельсон, Мориц Ильич
Мориц Ильич Михельсон (16 [28] декабря 1825, Санкт-Петербург — 19 апреля [2 мая] 1908, Санкт-Петербург) — российский филолог и литературовед, переводчик, педагог, общественный деятель; действительный статский советник.

## Биография
Мориц Михельсон родился 16 (28) декабря 1825 года в еврейской Санкт-Петербургской семье.
Учился в Главном педагогическом институте, из которого до окончания полного курса в 1845 году был направлен в Изюмское уездное училище.
В 1853—1857 годах преподавал в Ларинской гимназии. В 1868 году получил орден Святого Владимира 4-й степени и был возведён в дворянское достоинство.
В 1896 году, вместе с дочерью Ольгой (1858—1942), основал в Петербурге Общество попечения о бесприютных детях.
Был инспектором училищ Санкт-Петербургского учебного округа и гласным Санкт-Петербургской городской думы.
Умер в Санкт-Петербурге 19 апреля (2 мая) 1908 года. Похоронен на Смоленском лютеранском кладбище в Санкт-Петербурге.

## Научная деятельность
20 лет занимался изучением русской фразеологии. В 1890 году близко к оригиналу перевёл на немецкий язык А. В. Кольцова, а затем — басни И. А. Крылова, И. И. Хемницера и других писателей. Написал несколько учебников по филологии и языкознанию. Одним из крупнейших трудов своего времени стал его словарь «Русская мысль и речь» (2 тома, 1902–1903). В него вошли свыше 11000 статей, которые содержат цитаты, пословицы, крылатые и устойчивые выражения, встречающиеся в русской устной и письменной речи, с толкованием их смысла, примерами употребления в классической русской литературе и аналогичными выражениями на иностранных языках (латынь, французский, английский, немецкий, итальянский, греческий) с примерами из иноязычных классических источников (с указанием авторов и произведений). В словаре использованы цитаты из Шекспира, Марло, Мольера, Никола Буало, Расина, Гёте, Гейне, Овидия, из Библии и многих других источников. Словарь позволяет понять ускользающий смысл многих заимствованных выражений и — в отличие от общелексических толковых словарей — рассматривает совокупность сходных по смыслу выражений одновременно на нескольких языках, что позволяет лучше понять их значение, происхождение и правильное употребление.

## Труды
- Приготовительный курс русского языка. СПб., 1856.
- (под псевдонимом Рилингсон) Практическое руководство для переводов с французского языка на русский и обратно. Для старших классов средних учебных заведений. СПб., 1865.
- Russische Gedichte von A. Kolzow / Deutsch von Moritz Michelsson. - St. Petersburg: Jablonsky & Perott, 1890. - VIII, 267 S. Сборник стихов А. В. Кольцова в немецком переводе М. Михельсона, замечательный по близости к подлиннику.
- Russischer Fabelschatz. Chemnitzer, Dmitriew, Ismailow, Fürst Wäsemsky, Krylow / Deutsch von Moritz Michelsson. St. Petersburg: Druck von H. Schroeder, 1890. XVI, 111 S. Перевод басен И. И. Хемницера, И. А. Крылова, В. В. Измайлова и других.
- Ходячие и меткие слова. СПб., 1894; 2-е переработанное и расширенное изд. СПб., 1896 — собрание фразеологии, поговорок, крылатых выражений, устойчивых словосочетаний русского языка (около 4400 вокабул) —  с приложением сравнений на немецком, французском, английском, итальянском, латинском и греческом языках.
- Русская мысль и речь. Своё и чужое. Опыт русской фразеологии. СПб., 1902 (том 1), 1903 (том 2). Репринты: 1994, 1997 (издательство «Терра»). Продолжение и существенное расширение словаря «Ходячие и меткие слова». Статьи (всего более 11000) содержат иностранные аналоги русских крылатых выражений, фразеологии, пословиц и т.д. Словарь включает мощный справочный аппарат, в т.ч. подробные алфавитные указатели (в конце книги).
- Русская мысль и речь: Свое и чужое. Опыт русской фразеологии. Сборник образных слов и иносказаний. — СПб., 1912. Иностранный материал — цитаты, пословицы, поговорки на современных западноевропейских, латинском и греческом языках — в этом (посмертном) издании словаря опущен.

Академией наук словари Михельсона «Ходячие и меткие слова» и «Русская мысль и речь. Опыт русской фразеологии» были удостоены премии митрополита Макария.

## Премия Михельсона
Признание — и с ним гонорары — пришли к Михельсону поздно, в последнее десятилетие жизни. На заработок от двух изданий 1898 года Михельсон учредил премию своего имени, присуждавшуюся Вторым отделением Академии наук: «За труды в области науки о русском языке». Ежегодно присуждалось три премии, в размере 1000, 500 и 300 рублей.

## Семья
В первый раз женился (10 февраля 1854 года) на дочери коллежского секретаря Ольге Феодосьевне Григорьевой (10.06.1837—09.10.1866). Их дети:
- Зинаида (в замужестве Веселовская; 31.12.1851—1949, Ницца)
- Ольга (03.12.1857—1942)
- Надежда (25.06. 1860, Санкт-Петербург — 1924, Ницца)[7]
- Алексей (01.02.1861 — ?)
- Григорий (27.07.1864—?)
- Сергей (07.10.1865—?)

Вторая жена — Оттилия Павловна Гольцман (1849—1922), похоронена вместе с мужем на Смоленском лютеранском кладбище в Санкт-Петербурге.